# Jaime Pérez Renovales
Jaime Pérez Renovales (Valladolid, 28 de octubre de 1968) es un jurista del sistema financiero español, subsecretario de la Presidencia entre 2011 y 2015.

## Biografía
Licenciado en Derecho y en Ciencias Empresariales por la Universidad Pontificia de Comillas (ICADE). En marzo de 1996 obtiene plaza en el Cuerpo de Abogados del Estado, al quedar como número dos de su promoción (conocida como La Gloriosa). A continuación, desempeña servicios en el Tribunal Superior de Justicia de Cataluña, en la Abogacía del Estado de Barcelona.
En marzo de 1997, tras realizar una convocatoria pública, es contratado como subdirector de los servicios jurídicos de la Comisión Nacional del Mercado de Valores (CNMV). Allí forma parte del equipo especial de inspección del Caso Gescartera, escándalo financiero por el cual comparecería dos años más tarde en una comisión de investigación del Congreso de los Diputados.
En octubre de 1999 abandona la CNMV y pasa a ocupar destino en la Abogacía del Estado del entonces Ministerio de Economía y Hacienda, en la Secretaría de Estado de Economía. En mayo de 2000 accede al puesto de asesor del gabinete del vicepresidente segundo del Gobierno para Asuntos Económicos y ministro de Economía, Rodrigo Rato. En julio de 2001 pasa a ocupar el cargo de jefe de dirección del gabinete, hasta que es sustituido por Manuel Lamela en enero de 2002.
En 2003 entra en la empresa privada como secretario general y del Consejo en el Banco Español de Crédito (Banesto). En 2009, es nombrado vicesecretario general y del consejo de administración del Banco Santander y director general de la asesoría jurídica del Grupo Santander. En este periodo también desempeña el cargo de consejero de Santander Seguros y Reaseguros. Su paso por el Santander le proporciona más de once mil acciones de este grupo.
En diciembre de 2011, con la nueva presidencia del Gobierno de Mariano Rajoy, vuelve a la Administración Pública al ser nombrado subsecretario de la Presidencia. Ejerce el cargo hasta el 19 de junio de 2015, fecha en la que cesa a petición propia. El 30 de junio de 2015 se reincorpora en el Banco Santander como secretario de su consejo de administración.
Jaime Pérez Renovales está casado con una compañera de su facultad, tiene cuatro hijos y es aficionado al golf.